# Sinipta hectorisperonii
Sinipta hectorisperonii är en insektsart som beskrevs av Liebermann 1950. Sinipta hectorisperonii ingår i släktet Sinipta och familjen gräshoppor. Inga underarter finns listade i Catalogue of Life.